# 邓水强
邓水强，中华人民共和国政治人物、全国脱贫攻坚先进个人。

## 生平
邓水强任云浮市云安区六都镇庆丰村原驻村第一书记、都杨镇降面村原扶贫队队长，国家税务总局云浮市税务局督察内审科副科长。因在脱贫攻坚战中作出突出贡献，2021年2月25日全国脱贫攻坚总结表彰大会上，邓水强被授予“全国脱贫攻坚先进个人”。